# Њу Рошел (Њујорк)
Њу Рошел (енгл. New Rochelle) град је у америчкој савезној држави Њујорк. По попису становништва из 2010. у њему је живело 77.062 становника.

## Демографија
Према попису становништва из 2010. у граду је живело 77.062 становника, што је 4.880 (6,8%) становника више него 2000. године.
|                   | 2010.           | 2000.           |
| Укупно            | 77 062 (100,0%) | 72 182 (100,0%) |
| Белци             | 36 948 (47,95%) | 40 272 (55,79%) |
| Хиспаноамериканци | 21 452 (27,84%) | 14 492 (20,08%) |
| Афроамериканци    | 14 847 (19,27%) | 13 848 (19,18%) |
| Азијати           | 3 262 (4,233%)  | 2 334 (3,233%)  |
| Остали            | 553 (0,718%)    | 1 236 (1,712%)  |